# Mauricio Pochettino
Mauricio Roberto Pochettino Trossero (Murphy, 2 maart 1972) is een Argentijns voetbaltrainer en voormalig voetballer. Als speler speelde hij van 1989 tot en met 2006 als verdediger voor Newell's Old Boys, Espanyol, Paris Saint-Germain en Bordeaux. Hij kwam tussen 1999 en 2002 twintig keer uit voor Argentinië, waarin hij twee keer scoorde.
Als trainer was Pochettino werkzaam bij Espanyol, Southampton, Tottenham Hotspur en Paris Saint-Germain, voordat hij in mei 2023 werd aangekondigd als de nieuwe hoofdtrainer van Chelsea. Daar vertrok hij in mei 2024 na een teleurstellend seizoen.

## Clubcarrière

### Newell's Old Boys
Pochettino begon zijn carrière in zijn geboorteland Argentinië, bij Newell's Old Boys. Daarvoor debuteerde hij in 1989 op 17-jarige leeftijd. Met Pochettino werd Newell's Old Boys in het seizoen 1990/91 kampioen van de Argentijnse competitie en in 1992 kampioen de Clausura-competitie hiervan. In 1992 behaalde Newell's Old Boys ook de finale van de CONMEBOL Libertadores, waarin er in een strafschoppenreeks van São Paulo werd verloren. Bij Newell's Old Boys werkte Pochettino samen met Marcelo Bielsa en in zijn laatste jaar bij de club speelde hij samen met Diego Maradona, met wie hij een kamer deelde.

### Espanyol
In 1994 maakte Pochettino de overstap naar het Spaanse Espanyol, dat destijds net gepromoveerd was naar de Primera División. Daar werd hij snel een basisspeler. In februari 1997 won Espanyol met Pochettino in de derby van FC Barcelona met 2–0, dit was hun eerste overwinning op hun rivaal in tien jaar. In 1998 herenigde Pochettino zich met Bielsa bij Espanyol. In 2000 won Espanyol, met Pochettino in de basiself, de Copa del Rey door in de finale met 2–1 van Atlético Madrid te winnen. Dit was de eerste nationale prijs van Espanyol in zestig jaar. Na de bekerwinst speelde Pochettino nog een half jaar in Barcelona. De Supercopa de España werd over twee wedstrijden met 2–0 verloren van Deportivo La Coruña.

### Paris Saint-Germain
In januari 2001 ondertekende Pochettino een contract bij Paris Saint-Germain, uitkomend in de Ligue 1. Hij debuteerde op 3 februari 2001 voor de Franse club, bij een 1–0 verlies in de competitiewedstrijd tegen FC Nantes. Vier dagen later was Pochettino voor het eerst trefzeker voor Paris Saint-Germain, in de competitiewedstrijd tegen EA Guingamp. Ook deze wedstrijd werd echter verloren (1–3). In Pochettino's tweede seizoen in Parijs werd de Intertoto Cup gewonnen. In de finale werd er over twee wedstrijden met 1–1 gelijk gespeeld tegen Brescia, Paris Saint-Germain won op basis van uitdoelpunten. In een paar wedstrijden dat seizoen droeg Pochettino de aanvoerdersband. In 2003 bereikte Paris Saint-Germain de finale van de Coupe de France. AJ Auxerre bleek in die finale te sterk en won met 2–1.

### Bordeaux
In de zomer van 2003 liet Pochettino Parijs achter zich en maakte hij een binnenlandse transfer naar Bordeaux. Op 2 augustus 2003 maakte hij zijn debuut voor Bordeaux, in de competitiewedstrijd tegen AS Monaco. De wedstrijd werd met 2–0 verloren. Op 23 augustus 2003 maakte Pochettino zijn enige doelpunt voor Bordeaux, in de competitiewedstrijd tegen Auxerre. Na een half jaar bij Bordeaux gespeeld te hebben, werd Pochettino al verhuurd.

### Terugkeer bij Espanyol
In januari 2004 werd Pochettino verhuurd aan Espanyol, waarvoor hij tussen 1994 en 2000 ook al speelde. Op 4 januari 2004 speelde Pochettino voor het eerst in het shirt van Espanyol sinds zijn terugkeer, tegen Mallorca in de Primera División (2–0 verlies). Op 9 mei 2004 maakte hij tegen Deportivo La Coruña in de Primera División ook zijn eerste doelpunt sinds zijn terugkeer (2–0). In de zomer van 2004 tekende Pochettino definitief een contract bij Espanyol, tot de zomer van 2007. In het seizoen 2003/04 eindigde Espanyol nog op de zeventiende plaats in de Spaanse competitie, maar in Pochettino's eerste volledige seizoen sinds zijn terugkeer bij Espanyol behaalde Espanyol de vijfde plaats. Pochettino's enige doelpunt dat seizoen maakte hij in de thuiswedstrijd tegen Mallorca (2–1 winst). In 2006 bereikte Espanyol de finale van de Copa del Rey, waarin Real Zaragoza met 4–1 werd verslagen. In deze finale bleef Pochettino echter de volledige negentig minuten op de bank. Later dat jaar werd Ernesto Valverde de nieuwe trainer van Espanyol, maar hij wilde Pochettino niet bij zijn selectie hebben. Hierop besloot Pochettino te stoppen met zijn spelerscarrière.

## Interlandcarrière
Onder leiding van Marcelo Bielsa debuteerde Pochettino op 31 maart 1999 voor het Argentijns nationaal elftal, in een vriendschappelijk duel met Nederland in Amsterdam. De wedstrijd eindigde in een 1–1 gelijkspel. Een paar maanden later behoorde Pochettino tot de Argentijnse selectie die aan de Copa América 1999 in Paraguay deelnam. In de groepsfase speelde hij slechts veertien minuten, door Guillermo Barros Schelotto te vervangen in het laatste groepsduel tegen Uruguay (2–0 winst). In de kwartfinale tegen Brazilië begon hij in de basiself. Argentinië verloor dit duel met 2–1 en werd uitgeschakeld. Tijdens een oefenwedstrijd op 17 november 1999, op bezoek bij Spanje, maakte Pochettino zijn eerste interlanddoelpunt. Hij zette de eindstand op het scorebord bij een 0–2 winst. Op 7 oktober 2001 maakte hij zijn tweede interlandgoal, in de WK-kwalificatiewedstrijd tegen Paraguay (1–1). In de zomer van 2002 reisde Pochettino met de Argentijnse selectie af naar Japan en Zuid-Korea voor het WK van 2002. Hij miste geen enkele speelminuut, maar Argentinië werd in de groepsfase al uitgeschakeld. In de openingswedstrijd werd er met 1–0 van Nigeria gewonnen, maar vervolgens werd er met 0–1 verloren van Engeland. Het enige doelpunt in die wedstrijd kwam van Beckham via een strafschop, die veroorzaakt werd door een overtreding van Pochettino op Owen. De laatste groepswedstrijd, tegen Zweden, eindigde in een 1–1 gelijkspel.
| Interlands van Mauricio Pochettino voor Argentinië | Interlands van Mauricio Pochettino voor Argentinië | Interlands van Mauricio Pochettino voor Argentinië | Interlands van Mauricio Pochettino voor Argentinië | Interlands van Mauricio Pochettino voor Argentinië | Interlands van Mauricio Pochettino voor Argentinië |
| №                                                  | Datum                                              | Wedstrijd                                          | Uitslag                                            | Competitie                                         | Goals                                              |
| -------------------------------------------------- | -------------------------------------------------- | -------------------------------------------------- | -------------------------------------------------- | -------------------------------------------------- | -------------------------------------------------- |
| 1                                                  | 31.03.1999                                         | Nederland – Argentinië                             | 1 – 1                                              | Vriendschappelijk                                  | 0                                                  |
| 2                                                  | 09.06.1999                                         | Mexico – Argentinië                                | 2 – 2                                              | Vriendschappelijk                                  | 0                                                  |
| 3                                                  | 13.06.1999                                         | Verenigde Staten – Argentinië                      | 1 – 0                                              | Vriendschappelijk                                  | 0                                                  |
| 4                                                  | 07.07.1999                                         | Argentinië – Uruguay                               | 2 – 0                                              | Copa América 1999                                  | 0                                                  |
| 5                                                  | 11.07.1999                                         | Brazilië – Argentinië                              | 2 – 1                                              | Copa América 1999                                  | 0                                                  |
| 6                                                  | 17.11.1999                                         | Spanje – Argentinië                                | 0 – 2                                              | Vriendschappelijk                                  | 75'                                                |
| 7                                                  | 23.02.2000                                         | Engeland – Argentinië                              | 0 – 0                                              | Vriendschappelijk                                  | 0                                                  |
| 8                                                  | 29.03.2000                                         | Argentinië – Chili                                 | 4 – 1                                              | WK-kwalificatie 2002                               | 0                                                  |
| 9                                                  | 28.02.2001                                         | Italië – Argentinië                                | 1 – 2                                              | Vriendschappelijk                                  | 0                                                  |
| 10                                                 | 28.03.2001                                         | Argentinië – Venezuela                             | 5 – 0                                              | WK-kwalificatie 2002                               | 0                                                  |
| 11                                                 | 03.06.2001                                         | Argentinië – Colombia                              | 3 – 0                                              | WK-kwalificatie 2002                               | 0                                                  |
| 12                                                 | 06.10.2001                                         | Paraguay – Argentinië                              | 2 – 2                                              | WK-kwalificatie 2002                               | 67'                                                |
| 13                                                 | 08.11.2001                                         | Argentinië – Peru                                  | 2 – 0                                              | WK-kwalificatie 2002                               | 0                                                  |
| 14                                                 | 14.11.2001                                         | Uruguay – Argentinië                               | 1 – 1                                              | WK-kwalificatie 2002                               | 0                                                  |
| 15                                                 | 27.03.2002                                         | Kameroen – Argentinië                              | 2 – 2                                              | Vriendschappelijk                                  | 0                                                  |
| 16                                                 | 17.04.2002                                         | Duitsland – Argentinië                             | 0 – 1                                              | Vriendschappelijk                                  | 0                                                  |
| 17                                                 | 02.06.2002                                         | Argentinië – Nigeria                               | 1 – 0                                              | WK 2002                                            | 0                                                  |
| 18                                                 | 07.06.2002                                         | Argentinië – Engeland                              | 0 – 1                                              | WK 2002                                            | 0                                                  |
| 19                                                 | 12.06.2002                                         | Zweden – Argentinië                                | 1 – 1                                              | WK 2002                                            | 0                                                  |
| 20                                                 | 20.11.2002                                         | Japan – Argentinië                                 | 0 – 2                                              | Vriendschappelijk                                  | 0                                                  |

## Loopbaan als trainer

### Espanyol

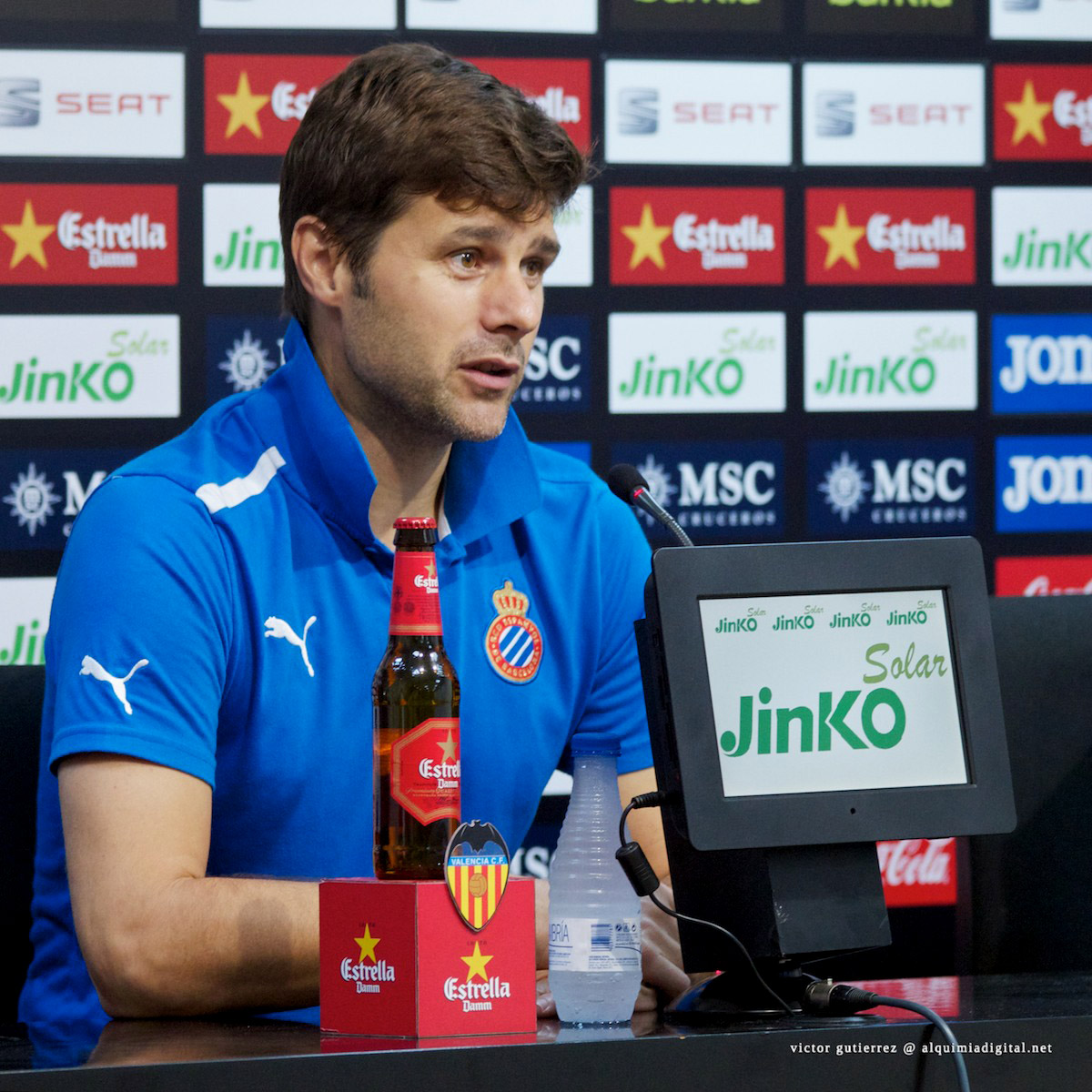
Pochettino als trainer van Espanyol in 2012.

Pochettino werd in januari 2009 aangesteld als trainer van Espanyol. Op dat moment stond Espanyol met een achttiende plaats in de degradatiezone in de Primera División, met vijftien punten uit negentien wedstrijden. Eerder dat seizoen werden Márquez López en Mané al ontslagen bij Espanyol. Pochettino's eerste wedstrijd als trainer van Espanyol was in de kwartfinale van de Copa del Rey tegen FC Barcelona. De thuiswedstrijd eindigde doelpuntloos, maar in de uitwedstrijd werd Espanyol uitgeschakeld met een 3–2 verlies. Op 21 februari 2009 boekte Espanyol zijn eerste zege onder Pochettino, opnieuw tegen het Barcelona van Guardiola. In het Camp Nou werd er met 1–2 gewonnen, het was voor het eerst in 27 jaar dat Espanyol in dit stadion won. Onder leiding van Pochettino handhaafde Espanyol zich in de Primera División dat seizoen. De tiende plaats werd zelfs bereikt met slechts één verliespartij in de laatste tien wedstrijden, tegen Atlético Madrid. Aan het eind van Pochettino's eerste seizoen bij Espanyol ondertekende hij een nieuw contract tot de zomer van 2012. In zijn eerste volledige seizoen als trainer van Espanyol leidde hij de club met een elfde plaats opnieuw naar de middenmoot van de Primera División. In de Copa del Rey werd Espanyol al in de zestiende finales uitgeschakeld door Getafe. In het jaar daarop eindigde Espanyol als achtste in de Primera División en was de achtste finale tegen Atlético Madrid het eindstation in de Copa del Rey. In mei 2011 werd Pochettino opnieuw beloond met een contractverlenging, ditmaal met een contract tot medio 2014. In het seizoen 2011/12 zakte Espanyol naar de veertiende plek in de Spaanse competitie. In de Copa del Rey schopte Espanyol het tot de kwartfinale, waarin het door uitdoelpunten werd uitgeschakeld door Mirandés. Pochettino begon ook aan zijn vijfde seizoen als trainer bij Espanyol, maar na slechts twee overwinningen in de eerste dertien speelrondes, de laatste plaats in de Primera División en het 2–0 verlies tegen Getafe op 25 november 2012, werd hij ontslagen. Hij werd opgevolgd door Javier Aguirre.

### Southampton
Op 18 januari 2013, werd Pochettino aangesteld als trainer bij Southampton als opvolger van Nigel Adkins. Hij werd hiermee de tweede Argentijnse trainer in het Engelse voetbal sinds Osvaldo Ardiles. Op dat moment stond Southampton met 16 punten uit 17 wedstrijden op de 17 plaats in de Premier League, vlak boven de degradatiezone. De eerste wedstrijd van Southampton waarbij Pochettino langs de zijlijn stond, was de thuiswedstrijd tegen Everton in de Premier League. Deze wedstrijd was doelpuntloos en dus verdiende Southampton een indrukwekkend punt. Op 9 februari 2013 boekte Southampton haar eerste zege onder leiding van Pochettino, in de thuiswedstrijd tegen Manchester City, destijds regerend kampioen in de Premier League. Later dat seizoen won Southampton nog driemaal, in de thuiswedstrijden tegen Liverpool en Chelsea en de uitwedstrijd tegen Reading. Uiteindelijk handhaafde Southampton zich in de Premier League met een 14de plaats en 41 punten. In Pochettino's eerste volledige seizoen als trainer van Southampton maakte Southampton veel indruk, vooral met jonge spelers. Rickie Lambert, Adam Lallana, Jay Rodriguez en Luke Shaw maakten allemaal hun debuut voor het Engelse nationale team in de periode dat zij getraind werden door Pochettino. Southampton begon sterk aan het tweede seizoen met Pochettino als trainer met slechts één verliespartij in de eerste elf Premier League-wedstrijden, op bezoek bij Norwich City. Na twaalf speelrondes stond de club op de vijfde plaats. Southampton eindigde uiteindelijk met 56 punten op de 8ste plaats in de Premier League, wat op dat moment voor Southampton een evenaring van de hoogste positie ooit in de Premier League was, in 2003. Ook de 56 punten was een clubrecord voor Southampton in de Premier League. In zowel de FA Cup als de League Cup werd Southampton dat seizoen uitgeschakeld door Sunderland in de achtste finale. Op 27 mei 2014 vertrok Pochettino bij Southampton, waarna hij werd opgevolgd door Ronald Koeman.

### Tottenham Hotspur
Op 27 mei 2014 ondertekende Pochettino een vijfjarig contract bij Tottenham Hotspur, waarmee hij de ontslagen Tim Sherwood opvolgde. Tottenham's eerste wedstrijd onder leiding van Pochettino werd op 16 augustus 2014 gespeeld, tegen stadsgenoot West Ham United. Deze wedstrijd werd met 0–1 gewonnen door Tottenham Hotspur dankzij een doelpunt in de blessuretijd van Eric Dier, een speler die Pochettino die dag liet debuteren. Hij stond vijf dagen later voor het eerst in zijn trainerscarrière aan de zijlijn bij een internationale wedstrijd, tegen AEL Limasol in de play-offs van de Europa League (1–2 winst). Tottenham Hotspur werd op 24 januari 2015 al in de vierde ronde uitgeschakeld in de FA Cup, door met 2–1 te verliezen van Leicester City. Een maand later werd Tottenham Hotspur in de zestiende finale van de Europa League uitgeschakeld door Fiorentina. Op 28 januari 2015 bereikte Tottenham Hotspur de finale van de League Cup door 2–2 gelijk te spelen in de uitwedstrijd tegen Sheffield United, nadat de thuiswedstrijd een week eerder met 1–0 gewonnen werd. In de finale op Wembley ging stadsgenoot Chelsea er echter met de winst vandoor (2–0). Tottenham Hotspur eindigde haar eerste seizoen met Pochettino als trainer met 64 punten en de 5de plaats in de Premier League, waarmee kwalificatie voor de groepsfase van de Europa League werd afgedwongen. Net als bij Southampton maakte Pochettino bij Tottenham Hotspur in zijn eerste seizoen veel gebruik van jeugdspelers, zo verkoos hij Harry Kane in de spitspositie vaak boven Roberto Soldado. Het 2de seizoen van Pochettino bij Tottenham Hotspur begon zonder overwinning in 4 speelrondes, maar Tottenham verloor slechts 1 keer in de eerste 15 speelrondes van de Premier League (tegen Manchester United). Op 23 september 2015 werd Tottenham al in de derde ronde van de League Cup (de eerste ronde voor Tottenham) uitgeschakeld door rivaal Arsenal, doordat er in eigen huis met 2–1 verloren werd. Op 21 februari 2016 werd er met 0–1 verloren van Crystal Palace in de achtste finale van de FA Cup, waardoor Tottenham werd uitgeschakeld in deze bekercompetitie. Op 17 maart 2016 eindigde het Europa League-avontuur voor Tottenham, doordat er op die dag met 1–2 verloren werd van Borussia Dortmund, dat een week eerder in Duitsland al met 3–0 won. Op 2 mei 2016 werd er, ondanks een 0–2 voorsprong, met 2–2 gelijk gespeeld tegen Chelsea op Stamford Bridge, waardoor Tottenham het kampioenschap definitief moest overlaten aan Leicester City. Omdat Tottenham de laatste twee competitiewedstrijden van dat seizoen verloor van Southampton en Newcastle United, moest ook de tweede plaats overgelaten worden aan rivaal Arsenal. Toch was de derde plaats een record voor Tottenham Hotspur sinds de oprichting van de Premier League. Op 12 mei 2016 tekende Pochettino een nieuw contract bij Tottenham, dat hem tot 2021 aan de club verbond.
Het 3de seizoen van Pochettino bij Tottenham begon met 12 ongeslagen wedstrijden in de Premier League. Na deze 12 wedstrijden bezat Tottenham de 5de plaats in de competitie. Het was voor het eerst dat Tottenham de eerste twaalf competitiewedstrijden van een seizoen ongeslagen bleef sinds het seizoen 1960/61. Tottenham stond vlak na de jaarwisseling op de derde plaats in de Premier League. In andere competities ging het echter lastiger. Voor het eerst sinds het seizoen 2010/11 nam Tottenham deel aan de Champions League. Tottenham kon in een groep met AS Monaco, Bayer Leverkusen en CSKA Moskou alleen winnen van de laatstgenoemde club en werd al na vijf wedstrijden uitgeschakeld. Op 25 oktober 2016 werd Tottenham al uitgeschakeld in de vierde ronde van de League Cup, waarin Liverpool te sterk bleek. Na de uitschakeling van Tottenham in de Champions League kwam het in de knock-outfase van de Europa League terecht, maar Tottenham werd in deze competitie al in de zestiende finale uitgeschakeld door KAA Gent (2–3 over twee wedstrijden). Op 22 april 2017 werd Tottenham ook uitgeschakeld in de halve finales van de FA Cup. Chelsea won met 4–2. Dat was het ook het team waaraan Tottenham uiteindelijk het kampioenschap moest overlaten. De laatste wedstrijd ooit van Tottenham op White Hart Lane werd met 2–1 gewonnen van Manchester United. Door deze thuisoverwinning won Tottenham voor het eerst sinds 1987 veertien competitiewedstrijd achter elkaar in eigen huis en bleef Tottenham voor het eerst sinds 1964/65 ongeslagen in eigen huis in een volledig competitieseizoen. De uiteindelijke tweede plaats van Tottenham in de Premier League was de hoogste sinds het seizoen 1962/63. Zo beleefde Pochettino in zijn eerste drie seizoenen als trainer in Londen wel succes, maar werden er geen prijzen gewonnen. Het lukte Pochettino niet om met Tottenham ook in het seizoen 2017/18 mee te doen aan een titelrace in de Premier League. Tottenham eindigde dat seizoen uiteindelijk op de 3de plaats in de Premier League met 77 punten. In de Champions League werd Tottenham groepswinnaar in een groep met Borussia Dortmund, APOEL Nicosia en Real Madrid, de uiteindelijke winnaar van de Champions League dat seizoen, waardoor Tottenham Hotspur voor het eerst sinds het seizoen 2010/11 de knock-outfase van de Champions League bereikte. De club werd in de achtste finale uitgeschakeld door Juventus (4–3 verlies over twee wedstrijden). In de League Cup 2017/18 werd Tottenham in de vierde ronde uitgeschakeld door een 2–3 verlies tegen West Ham United. In de FA Cup bereikte Tottenham de halve finales, waarin er met 2–1 verloren werd van Manchester United. Op 24 mei 2018 verbond Pochettino zich met een nieuw contract tot 2023 aan Tottenham Hotspur.
Een late 1–0 overwinning van Tottenham op Burnley op 15 december 2018 was de honderdste Premier League-overwinning van Pochettino als trainer van Tottenham, in zijn 169ste wedstrijd. Alleen José Mourinho en Alex Ferguson bereikten sneller deze mijlpaal. In de Premier League lukte het Tottenham in het seizoen 2018/19 uiteindelijk niet om Manchester City en Liverpool bij te benen en eindigde Tottenham op de 4de plaats met 71 punten. In de Champions League overleefde Tottenham Hotspur op het nippertje een groep met FC Barcelona, Internazionale en PSV, waarna er in de achtste finales werd afgerekend met Borussia Dortmund (4–0 over twee wedstrijden). In de kwartfinales werd Manchester City op spectaculaire wijze uitgeschakeld (4–4, Tottenham maakte meer uitdoelpunten), waardoor The Spurs voor het eerst sinds 1962 de halve finales van de Champions League bereikten. Dankzij een hattrick van Lucas Moura in de halve finales tegen Ajax bereikte Tottenham voor het eerst in haar geschiedenis de finale van de Champions League. In die finale in Madrid was Liverpool met 2–0 te sterk. In de FA Cup werd Tottenham in het seizoen 2018/19 in de vierde ronde uitgeschakeld door Crystal Palace. In de League Cup van dat seizoen bleek de halve finale na een strafschoppenserie tegen Chelsea het eindstation te zijn. In het daaropvolgende seizoen leed Tottenham een 2–7 nederlaag tegen Bayern München in de Champions League en werd Tottenham Hotspur in de derde ronde van de League Cup na een strafschoppenserie uitgeschakeld door Colchester United, destijds spelend op het vierde niveau van Engeland. Na een 1–1 gelijkspel tegen Sheffield United op 9 november 2019 zakte Tottenham naar de veertiende plaats in de Premier League, waarna Pochettino op 19 november 2019 werd ontslagen. De 202 wedstrijden waarbij Pochettino als trainer op de bank van Tottenham Hotspur zat, werd een clubrecord. Hij werd opgevolgd door José Mourinho.

### Paris Saint-Germain
Op 2 januari 2021 werd Pochettino als opvolger van de ontslagen Thomas Tuchel aangesteld als hoofdtrainer van Paris Saint-Germain, de club waar hij tussen 2001 en 2003 als speler actief voor was. De Argentijn tekende een contract tot medio 2022 met een optie op een extra seizoen bij de club uit Parijs. Vier dagen later stond Pochettino voor het eerst langs de lijn bij Paris Saint-Germain, bij een uitwedstrijd tegen Saint-Étienne in de Ligue 1 (1–1). Op 13 januari 2021 won hij de eerste officiële prijs van zijn trainerscarrière door een 2–1 zege op Olympique Marseille voor de Trophée des Champions. In de Champions League nam Pochettino het met Paris Saint-Germain in de achtste finales op tegen FC Barcelona. Dit tweeluik werd met 5–2 gewonnen. Hij leidde zijn ploeg ook langs Bayern München, maar in de halve finale was Manchester City twee keer te sterk. Paris Saint-Germain werd dat jaar voor het eerst in vier seizoenen geen kampioen. Lille OSC haalde één punt meer. Pochettino werd in 2021/22 wel kampioen met 'PSG', met vijftien punten voorsprong op Olympique Marseille. Het toernooi om de Champions League eindigde voor de Fransen deze keer in de achtste finale, tegen Real Madrid. Paris Saint-Germain nam in juli 2022 afscheid van Pochettino .

### Chelsea
Pochettino bereikte in mei 2023 een akkoord met Chelsea. Hij zou vanaf 1 juli de nieuwe hoofdcoach worden, als opvolger van interim Frank Lampard. Hij tekende voor twee jaar bij de Londenaren, met een optie op nog een seizoen. Na een teleurstellend seizoen werd in mei 2024 bekend gemaakt dat Pochettino met wederzijdse instemming per direct was vertrokken bij de club.

## Erelijst
Als speler
 Newell's Old Boys
- Primera División: 1990/91, Clausura 1992

 RCD Espanyol
- Copa del Rey: 1999/00, 2005/06

 Paris Saint-Germain
- UEFA Intertoto Cup: 2001

Als trainer
 Paris Saint-Germain
- Trophée des Champions: 2020
- Coupe de France: 2020/21
- Ligue 1: 2021/22

Individueel als trainer
- Premier League Manager of the Month: oktober 2013, september 2015, februari 2016, april 2017
- London Football Awards Manager of the Year: 2018/2019